# Монте (Муртоза)
Монте (порт. Monte) — район (фрегезия) в Португалии, входит в округ Авейру. Является составной частью муниципалитета Муртоза. Находится в составе крупной городской агломерации Большое Авейру. По старому административному делению входил в провинцию Бейра-Литорал. Входит в экономико-статистический субрегион Байшу-Воуга, который входит в Центральный регион. Население составляет 1116 человек. Занимает площадь 2,40 км².